# Andy Griffith
Andy Samuel Griffith (Mount Airy, 1 de junho de 1926 — Manteo, 3 de julho de 2012) foi um ator, diretor, produtor, cantor gospel e escritor norte-americano.
Recebeu a Medalha Presidencial da Liberdade, do então presidente americano George W. Bush, em 9 de novembro de 2005.

## Carreira
Griffith ganhou destaque com o papel principal nos filmes Um Rosto na Multidão (1957), do diretor Elia Kazan, e Sem Tempo para Sargentos (1958), antes de se tornar mais conhecido por seus papéis na televisão, interpretando os papéis principais de Andy Taylor na sitcom The Andy Griffith Show (1960–1968) e Ben Matlock no drama jurídico Matlock (1986–1995). Ele foi indicado ao Tony Award por dois papéis. Sua última aparição na televisão foi em um episódio do seriado Dawson's Creek em 2001.

## Álbuns
- What It Was, Was Football (com Deacon Andy Griffith) na Capitol Records—EAP 1–498 (1953)
- Destry Rides Again (1959 Original Broadway Cast Album, Decca Records)
- Andy and Cleopatra na Capitol Records—T 2066 (1964)
- Just for Laughs (1958)
- Shouts the Blues and Old Timey Songs (1959)
- Songs, Themes and Laughs from the Andy Griffith Show (1961)
- Somebody Bigger Than You and I (1972)
- American Originals (1993)
- Precious Memories: 33 Timeless Hymns (1995)
- I Love to Tell the Story: 25 Timeless Hymns (1996)
- Sings Favorite Old-Time Songs (1997)
- Just as I Am: 30 Favorite Old Time Hymns (1998)
- Wit & Wisdom of Andy Griffith (1998)
- Favorite Old Time Songs (2000)
- Absolutely the Best (2002)
- Back to Back Hits (2003)
- The Christmas Guest (2003)
- Bound for the Promised Land: The Best of Andy Griffith Hymns (2005)
- The Collection (2005)
- Pickin' and Grinnin': The Best of Andy Griffith (2005)